# Jean-Alfred Vigé

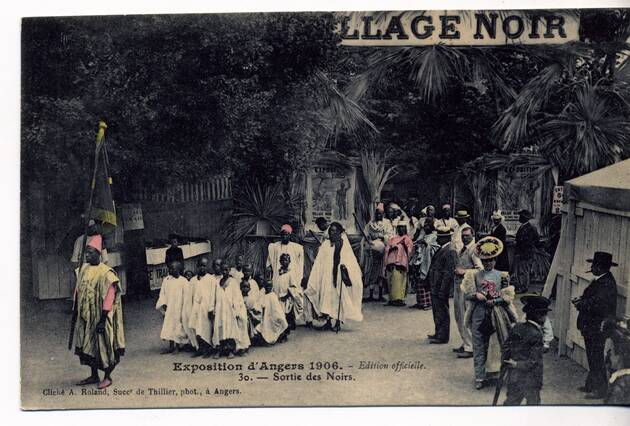
Village noir organisé par Jean-Alfred Vigé à l'Exposition d'Angers de 1906.

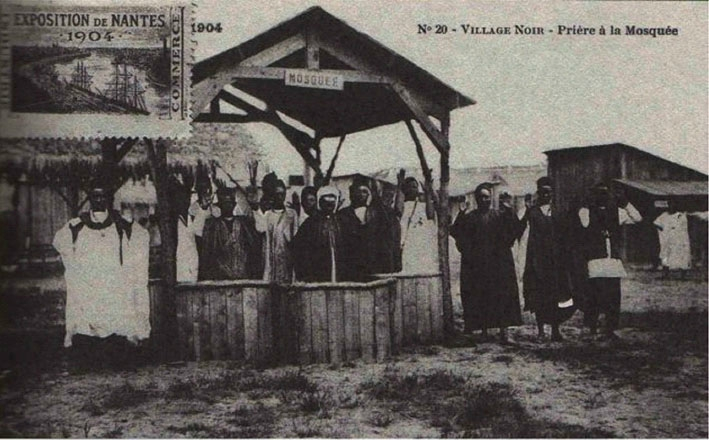
Village noir organisé par Jean-Alfred Vigé à l'Exposition de Nantes de 1904.

Jean-Alfred Vigé est un entrepreneur de spectacles français né le 28 janvier 1862 à Saint-André de Cubzac en Gironde, et mort le 2 décembre 1922 au Mans. 
Il est le plus célèbre organisateur français d'expositions internationales et en particulier de zoos humains, pendant sa période d'activité dans ce secteur, entre 1899 et 1913. Il travaille notamment en partenariat avec Jean Thiam, chef-recruteur sénégalais, citoyen français de l'île de Gorée.

## Biographie
Né le 28 janvier 1862 à Saint-André de Cubzac en Gironde, Jean-Alfred Vigé s'installe à Bordeaux, après des études d'architecture, pour reprendre l'activité de courtier de commerce de son père, spécialisé en produits alimentaires. Il organise, dans la région, des expositions des produits qu'il vend ; en 1895, il réunit ainsi à Bordeaux  plus de 400 exposants.
En 1895, il découvre à l'Exposition de Bordeaux les villages noirs organisés par Ferdinand Gravier. En 1899, il devient administrateur de l'Exposition internationale et industrielle de Poitiers et y fait venir les villages noirs de Gravier. La même année, il installe son activité à Paris juste avant l'Exposition Universelle.
En 1903, il devient promoteur de villages noirs qu'il a lui-même conçus et dirigés, à Reims, en partenariat notamment avec le chef-recruteur Jean Thiam, qui travaillait jusqu'alors avec Gravier. Il en organise ensuite tous les ans jusqu'en 1913, sauf en 1907 et 1909 : à Nantes en 1904, à Orléans en 1905, à Angers en 1906, à Toulouse en 1908, à Clermont-Ferrand et à Bruxelles en 1910, au Mans en 1911.

## Vie privée
Il se marie en 1886 à Jeanne-Catherine Lassime, avec qui il aura 4 enfants.